# Viadukt Jędrzychowice
Das Viadukt Jędrzychowice ist eine Eisenbahnbrücke über das Hennersdorfer Wasser bei Jędrzychowice (Hennersdorf) im Powiat Zgorzelecki in der Woiwodschaft Niederschlesien. Das Viadukt befindet sich östlich der Ortschaft Jędrzychowice.

## Beschreibung
Das Viadukt ist 150 Meter lang, etwa 11 Meter hoch und besitzt 11 Bögen. Die äußeren Bögen werden jeweils als Wegedurchfahrt genutzt, sie haben eine lichte Weite von rund 10 Metern. Die übrigen Bögen messen eine Weite von etwa 5,6 Metern. Die Pfeiler an den Talrändern stehen auf festem Kies, die Pfeiler in der Mitte sind mit Spundwänden umgeben. Für den Bau wurde weißer Sandstein aus der Gegend um Hochkirch genutzt.

## Geschichte
Der Bau kostete den Betreiber der zukünftigen Bahnstrecke – die Niederschlesisch-Märkische Eisenbahn (NME) – 58.141 Thaler, 22 Silbergroschen und 6 Pfennig.
Am 1. September 1847 wurde die durchgehende Bahnstrecke Görlitz–Kohlfurt eröffnet. Zwischen dem 15. November 1846 und der Eröffnung der gesamten Strecke verkehrten die Züge von Kohlfurt lediglich bis zum Interimsbahnhof Hennersdorf, da das Görlitzer Neißeviadukt noch nicht fertiggestellt war.
Am 7. Mai 1945 wurde der Hennersdorfer Viadukt von Wehrmachtstruppen gesprengt und somit der Verkehr auf der Bahnlinie unterbrochen. Fünf Bögen fielen der Sprengung am letzten Kriegstag zum Opfer. Nach dem Ende des Zweiten Weltkriegs fielen die Gebiete östlich der Lausitzer Neiße gemäß dem Potsdamer Abkommen an Polen. Auch die Überreste der Eisenbahnbrücke lagen nun auf polnischen Territorium. In den Folgemonaten ließ die Polnische Staatsbahn (PKP) den Viadukt aus Ziegelsteinen wieder aufmauern. Die Statik der Brücke war jedoch nachhaltig gestört. Fast alle Bögen mussten in den folgenden Jahrzehnten durch Schienenanker aus pr.15-Profil (Krupp 1883), die Pfeiler und Gewölbe umspannen, gesichert werden. Zwischen 2006 und 2007 wurde das Viadukt saniert und der Oberbau erneuert. Die Sanierung fand im Rahmen eines im Jahr 2003 beschlossenen deutsch-polnischen Abkommens für den Ausbau der Schienenverbindung Dresden–Breslau statt.